# Герман, Готфрид
Иоганн Готфрид Якоб Герман (1772—1848) — немецкий филолог и педагог.
Был профессором в Лейпциге. Обладал выдающимся даром изложения и привлекал массу слушателей. Он внёс новые взгляды в изучение греческой метрики, оставив исторический метод и создав научную систему, построенную на кантовском учении о категориях (см. его: «De metris Graecorum et Romanorum poetarum» Лпц., 1796; «Elementa Doctrinae metricae», 1816).
Основанное им же рациональное изучение греческой грамматики имело большое влияние на развитие латинской и германской филологии. Весьма важны его труды по грамматическим вопросам: «De emendanda ratione Graecae grammaticae» (1801); «Libri IV de particula άν» (1831) и критические издания некоторых греческих классиков: «Облаков» Аристофана, трагедий Еврипида, «De Arte poetica» Аристотеля, вышедшее по смерти его изд. Биона и др.
Усматривая в точном знании языка единственный способ ознакомления с древней жизнью, Герман сделался основателем критическо-грамматической филологической школы, в противоположность общефилософской школе Бёка. Он вёл долгую полемику с Беком и Отфридом Миллером, обвинявшими его в односторонности взглядов, и напечатал по этому поводу книгу: «Ueber Böckhs Behandlung der griechischen Inschriften».
Почетный член Санкт-Петербургской Академии Наук c 6 июля 1825 года.